# Административно-территориальное деление Вашкинского района
Вашкинский район — административно-территориальная единица в Вологодской области Российской Федерации. В рамках организации местного самоуправления ему соответствует одноимённое муниципальное образование Вашкинский муниципальный район.
Административный центр — село Липин Бор.
- Код ОКАТО Вашкинского района — 19 212
- Код ОКТМО Вашкинского муниципального района — 19 612

## Административно-территориальные единицы
Вашкинский район в рамках административно-территориального устройства, включает 12 сельсоветов:
| №  | Сельсовет      | Соответствующее муниципальное образование |
| -- | -------------- | ----------------------------------------- |
| 1  | Андреевский    | Андреевское СП                            |
| 2  | Васильевский   | Андреевское СП                            |
| 3  | Ивановский     | Андреевское СП                            |
| 4  | Киснемский     | Киснемское СП                             |
| 5  | Коневский      | Киснемское СП                             |
| 6  | Липино-Борский | Липиноборское СП                          |
| 7  | Островский     | Андреевское СП                            |
| 8  | Пиксимовский   | Киснемское СП                             |
| 9  | Покровский     | Киснемское СП                             |
| 10 | Пореченский    | Киснемское СП                             |
| 11 | Роксомский     | Андреевское СП                            |
| 12 | Ухтомский      | Липиноборское СП                          |

### История
Постановлением Президиума ВЦИК 1 августа 1927 года в составе Череповецкого округа Ленинградской области был образован Вашкинский район. 23 июля 1930 года ЦИК и СНК СССР в соответствии с постановлением ЦК ВКП(б) издали постановление «О ликвидации округов» и Череповецкий округ был упразднён и район стал непосредственно входить в Ленинградскую область. В связи с разделением в сентябре 1937 года Северной области на Вологодскую и Архангельскую, район был передан из Ленинградской в состав вновь образованной Вологодской области. В июне 1938 года центр района перенесен в Липин Бор.
Указами Президиума Верховного Совета РСФСР в 1959 году к Вашкинскому району была присоединена часть территории упразднённых Ковжинского и Шольского районов. С 13 декабря 1962 года по 12 января 1965 года, вовремя неудавшейся всесоюзной реформы по делению на сельские и промышленные районы и парторганизации, в соответствии с решениями ноябрьского (1962 года) пленума ЦК КПСС «о перестройке партийного руководства народным хозяйством», район в числе многих в СССР был временно укрупнён — тогда был образован Белозерский сельский район, территория которого включала территорию прежних Белозерского и Вашкинского административных районов. Пленум ЦК КПСС, состоявшийся 16 ноября 1964 года восстановил прежний принцип партийного руководства народным хозяйством, после чего Указом Верховного Совета РСФСР от 12 января 1965 года Белозерский и Вашкинский административные районы были восстановлены.

## Муниципальные образования
Муниципальный район, в рамках организации местного самоуправления, делится на 3 муниципальных образования нижнего уровня со статусом сельского поселения.
| Муниципальное образование        | Административный центр | Административно-территориальные единицы (состав по структуре ОКАТО)      |
| -------------------------------- | ---------------------- | ------------------------------------------------------------------------ |
| Андреевское сельское поселение   | Андреевская            | Андреевский, Васильевский, Ивановский, Островский, Роксомский сельсоветы |
| Киснемское сельское поселение    | Троицкое               | Киснемский, Коневский, Пиксимовский, Покровский, Пореченский сельсоветы  |
| Липиноборское сельское поселение | Липин Бор              | Липиноборский, Ухтомский сельсоветы                                      |

### История муниципального устройства
Первоначально к 1 января 2006 года в составе муниципального района было образовано 12 сельских поселений.
| Муниципальное образование        | Административный центр | Административно-территориальные единицы (состав по структуре ОКАТО) |
| -------------------------------- | ---------------------- | ------------------------------------------------------------------- |
| Андреевское сельское поселение   | Андреевская            | Андреевский сельсовет                                               |
| Васильевское сельское поселение  | Васильевская           | Васильевский сельсовет                                              |
| Ивановское сельское поселение    | Ивановская             | Ивановский сельсовет                                                |
| Киснемское сельское поселение    | Троицкое               | Киснемский сельсовет                                                |
| Коневское сельское поселение     | Новокемский            | Коневский сельсовет                                                 |
| Липиноборское сельское поселение | Липин Бор              | Липиноборский сельсовет                                             |
| Островское сельское поселение    | Остров                 | Островский сельсовет                                                |
| Пиксимовское сельское поселение  | Пиксимово              | Пиксимовский сельсовет                                              |
| Покровское сельское поселение    | Покровское             | Покровский сельсовет                                                |
| Пореченское сельское поселение   | Бонга                  | Пореченский сельсовет                                               |
| Роксомское сельское поселение    | Парфеново              | Роксомский сельсовет                                                |
| Ухтомское сельское поселение     | Ухтома                 | Ухтомский сельсовет                                                 |

Законом от 8 апреля 2009 года, были упразднены следующие сельские поселения: Островское (включено в Андреевское); Ухтомское (включено в Липиноборское).
| Муниципальное образование        | Административный центр | Административно-территориальные единицы (состав по структуре ОКАТО) |
| -------------------------------- | ---------------------- | ------------------------------------------------------------------- |
| Андреевское сельское поселение   | Андреевская            | Андреевский, Островский сельсоветы                                  |
| Васильевское сельское поселение  | Васильевская           | Васильевский сельсовет                                              |
| Ивановское сельское поселение    | Ивановская             | Ивановский сельсовет                                                |
| Киснемское сельское поселение    | Троицкое               | Киснемский сельсовет                                                |
| Коневское сельское поселение     | Новокемский            | Коневский сельсовет                                                 |
| Липиноборское сельское поселение | Липин Бор              | Липиноборский, Ухтомский сельсоветы                                 |
| Пиксимовское сельское поселение  | Пиксимово              | Пиксимовский сельсовет                                              |
| Покровское сельское поселение    | Покровское             | Покровский сельсовет                                                |
| Пореченское сельское поселение   | Бонга                  | Пореченский сельсовет                                               |
| Роксомское сельское поселение    | Парфеново              | Роксомский сельсовет                                                |

Закон Вологодской области от 25 июня 2015 года были упразднены следующие сельские поселения: Васильевское, Ивановское и Роксомское (включены в Андреевское); Коневское, Пиксимовское, Покровское и Пореченское (включены в Киснемское с административным центром в селе Троицкое).